# Bonnat
Pour les articles homonymes, voir Bonnat (homonymie).
Bonnat  est une commune française située dans le département de la Creuse en région Nouvelle-Aquitaine. 
Ses habitants sont les Bonnachons et les Bonnachonnes.

## Géographie
| Linard-Malval  | Linard-Malval Moutier-Malcard |            |
| Chéniers       | Bonnat                        | Genouillac |
| Le Bourg-d'Hem | Jouillat Champsanglard        | Roches     |

### Climat
Pour des articles plus généraux, voir Climat de la Nouvelle-Aquitaine et Climat de la Creuse.
Historiquement, la commune est exposée à un climat montagnard.  
En 2020, Météo-France publie une typologie des climats de la France métropolitaine dans laquelle la commune est exposée à un climat de montagne et est dans la région climatique  Ouest et nord-ouest du Massif Central, caractérisée par une pluviométrie annuelle de 900 à 1 500 mm, maximale en automne et en hiver.
Pour la période 1971-2000, la température annuelle moyenne est de 10,7 °C, avec  une amplitude thermique annuelle de 15,2 °C. Le cumul annuel moyen de précipitations est de 937 mm, avec 12,5 jours de précipitations en janvier et 7,8 jours en juillet. Pour la période 1991-2020, la température moyenne annuelle observée sur la station météorologique installée sur la commune est de 11,5 °C et le cumul annuel moyen de précipitations est de 887,3 mm,. Pour l'avenir, les paramètres climatiques de la commune estimés pour 2050 selon différents scénarios d’émission de gaz à effet de serre sont consultables sur un site dédié publié par Météo-France en novembre 2022.
| Mois                                  | jan.           | fév.           | mars           | avril           | mai             | juin          | jui.          | août          | sep.          | oct.            | nov.             | déc.            | année     |
| ------------------------------------- | -------------- | -------------- | -------------- | --------------- | --------------- | ------------- | ------------- | ------------- | ------------- | --------------- | ---------------- | --------------- | --------- |
| Température minimale moyenne (°C)     | 1              | 0,8            | 2,9            | 4,9             | 8,3             | 11,6          | 13,3          | 13,3          | 10            | 8,1             | 3,9              | 1,6             | 6,6       |
| Température moyenne (°C)              | 4,3            | 4,9            | 7,9            | 10,2            | 13,9            | 17,4          | 19,3          | 19,5          | 15,7          | 12,4            | 7,5              | 4,7             | 11,5      |
| Température maximale moyenne (°C)     | 7,5            | 8,9            | 12,9           | 15,6            | 19,5            | 23,1          | 25,3          | 25,7          | 21,5          | 16,8            | 11,1             | 7,9             | 16,3      |
| Record de froid (°C) date du record   | −23 16.01.1985 | −15 10.02.1986 | −13,6 01.03.05 | −6,5 03.04.1984 | −2,5 01.05.1976 | 1 03.06.1975  | 5 07.07.1993  | 3 31.08.1986  | −2 18.09.1977 | −5,7 30.10.1997 | −11,5 22.11.1993 | −12,2 15.12.01  | −23 1985  |
| Record de chaleur (°C) date du record | 19,8 01.01.23  | 24 27.02.19    | 26 31.03.21    | 29,1 30.04.05   | 32,1 27.05.05   | 39,9 29.06.19 | 40,7 24.07.19 | 39,7 18.08.12 | 36,6 04.09.23 | 33,1 08.10.23   | 23,5 02.11.1981  | 21,5 03.12.1985 | 40,7 2019 |
| Précipitations (mm)                   | 72,9           | 65,5           | 67,2           | 78,1            | 90,2            | 68,9          | 62,6          | 63,1          | 73,2          | 82              | 80,7             | 82,9            | 887,3     |

## Urbanisme

### Typologie
Au 1er janvier 2024, Bonnat est catégorisée commune rurale à habitat dispersé, selon la nouvelle grille communale de densité à 7 niveaux définie par l'Insee en 2022.
Elle est située hors unité urbaine. Par ailleurs la commune fait partie de l'aire d'attraction de Guéret, dont elle est une commune de la couronne,. Cette aire, qui regroupe 72 communes, est catégorisée dans les aires de moins de 50 000 habitants,.

### Occupation des sols
L'occupation des sols de la commune, telle qu'elle ressort de la base de données européenne d’occupation biophysique des sols Corine Land Cover (CLC), est marquée par l'importance des territoires agricoles (72,1 % en 2018), une proportion sensiblement équivalente à celle de 1990 (72,6 %). La répartition détaillée en 2018 est la suivante : 
prairies (39 %), zones agricoles hétérogènes (25,9 %), forêts (23,5 %), terres arables (7,2 %), zones urbanisées (2,1 %), milieux à végétation arbustive et/ou herbacée (1,5 %), espaces verts artificialisés, non agricoles (0,7 %). L'évolution de l’occupation des sols de la commune et de ses infrastructures peut être observée sur les différentes représentations cartographiques du territoire : la carte de Cassini (XVIIIe siècle), la carte d'état-major (1820-1866) et les cartes ou photos aériennes de l'IGN pour la période actuelle (1950 à aujourd'hui).

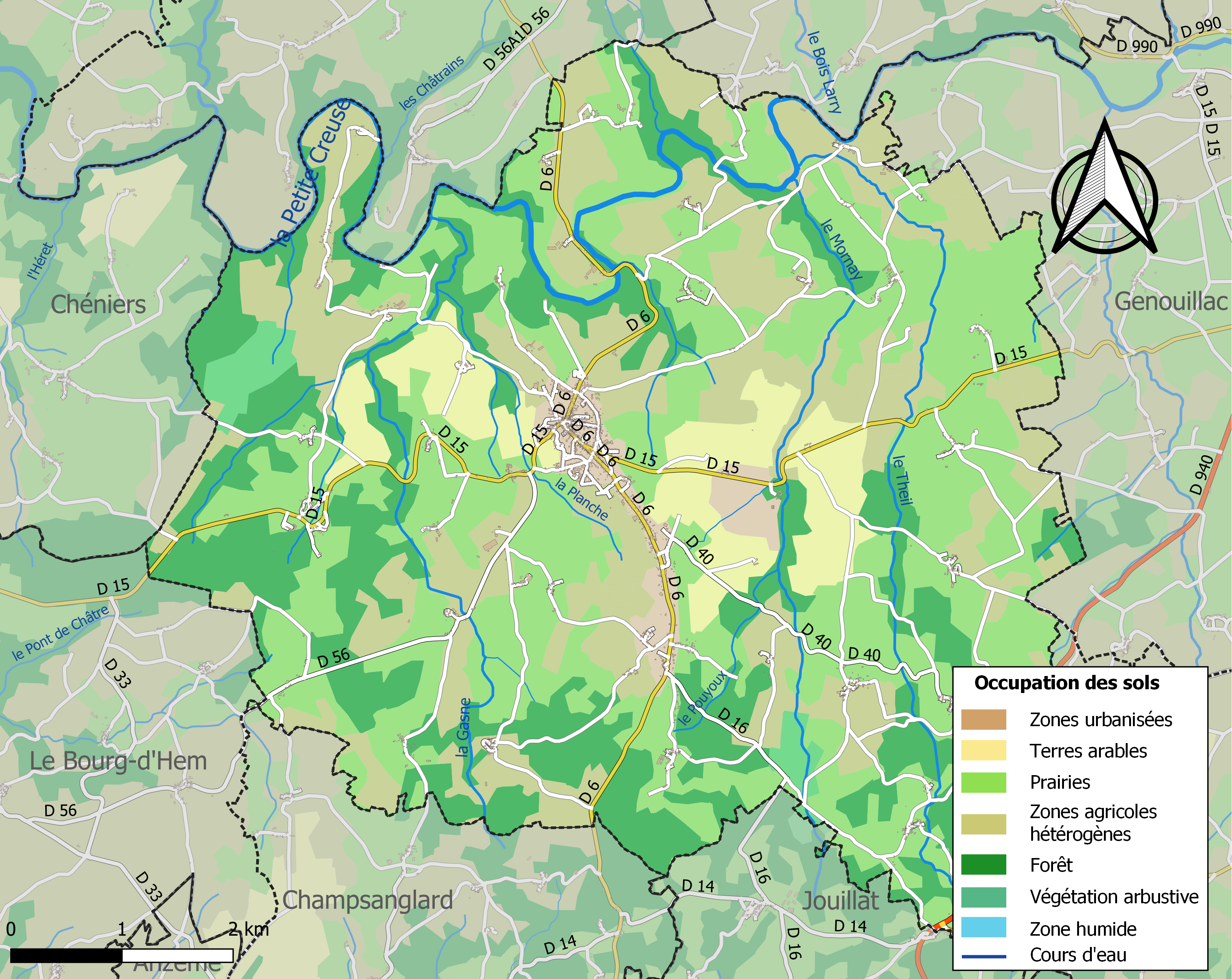
Carte des infrastructures et de l'occupation des sols de la commune en 2018 (CLC).

### Risques majeurs
Le territoire de la commune de Bonnat est vulnérable à différents aléas naturels : météorologiques (tempête, orage, neige, grand froid, canicule ou sécheresse), inondations et séisme (sismicité faible). Il est également exposé à un risque particulier : le risque de radon. Un site publié par le BRGM permet d'évaluer simplement et rapidement les risques d'un bien localisé soit par son adresse soit par le numéro de sa parcelle.

#### Risques naturels
Certaines parties du territoire communal sont susceptibles d’être affectées par le risque d’inondation par débordement de cours d'eau, notamment la Petite Creuse. La commune a été reconnue en état de catastrophe naturelle au titre des dommages causés par les inondations et coulées de boue survenues en 1982 et 1999,.

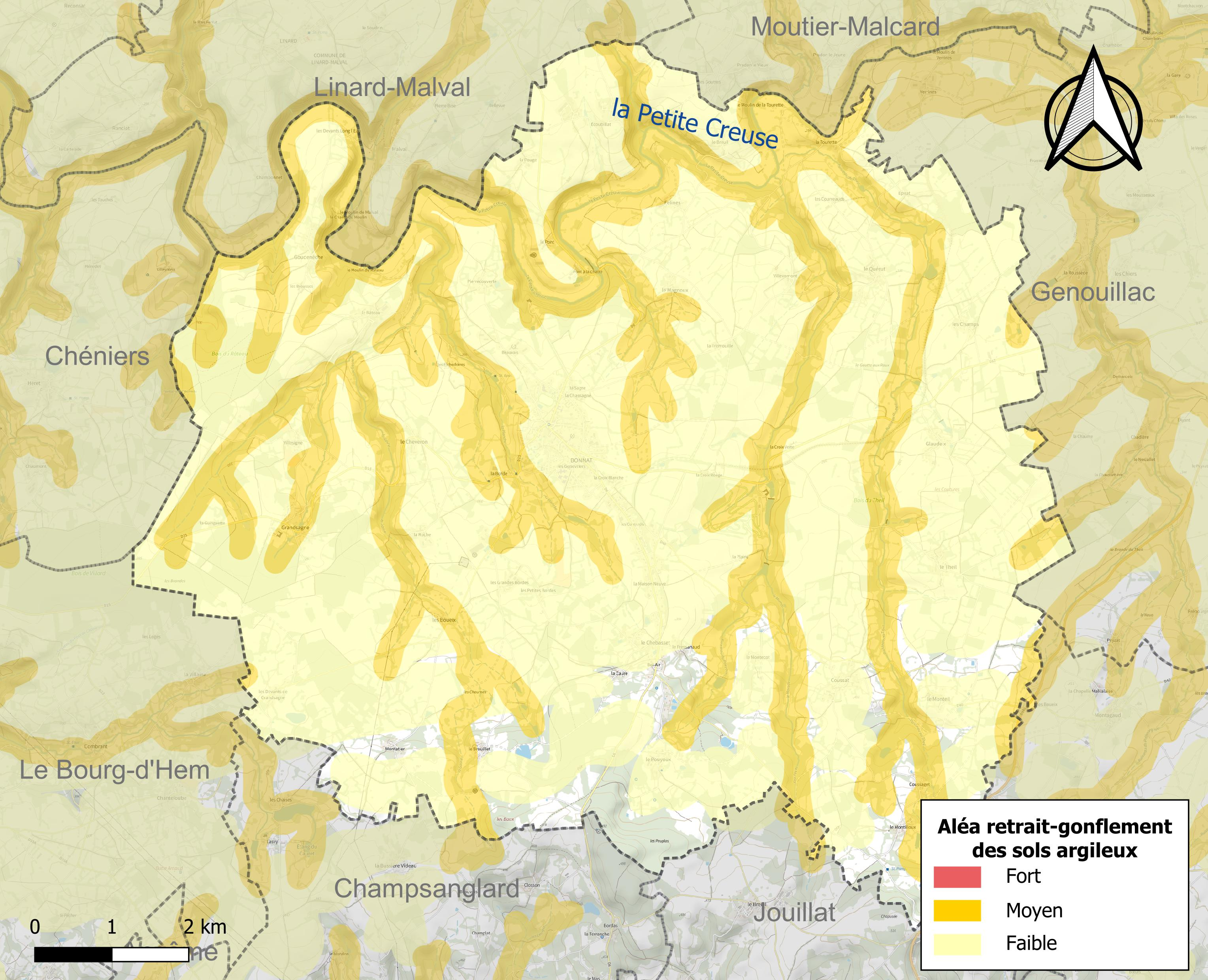
Carte des zones d'aléa retrait-gonflement des sols argileux de Bonnat.

Le retrait-gonflement des sols argileux est susceptible d'engendrer des dommages importants aux bâtiments en cas d’alternance de périodes de sécheresse et de pluie. 32,6 % de la superficie communale est en aléa moyen ou fort (33,6 % au niveau départemental et 48,5 % au niveau national). Sur les 861 bâtiments dénombrés sur la commune en 2019, 109 sont en aléa moyen ou fort, soit 13 %, à comparer aux 25 % au niveau départemental et 54 % au niveau national. Une cartographie de l'exposition du territoire national au retrait gonflement des sols argileux est disponible sur le site du BRGM,.
Par ailleurs, afin de mieux appréhender le risque d’affaissement de terrain, l'inventaire national des cavités souterraines permet de localiser celles situées sur la commune.
Concernant les mouvements de terrains, la commune a été reconnue en état de catastrophe naturelle au titre des dommages causés par des mouvements de terrain en 1999.

#### Risque particulier
Dans plusieurs parties du territoire national, le radon, accumulé dans certains logements ou autres locaux, peut constituer une source significative d’exposition de la population aux rayonnements ionisants. Certaines communes du département sont concernées par le risque radon à un niveau plus ou moins élevé. Selon la classification de 2018, la commune de Bonnat est classée en zone 3, à savoir zone à potentiel radon significatif.

#### Transports en commun
- Réseau TransCreuse

## Géologie
La commune est classée en zone de sismicité 2, correspondant à une sismicité faible.

## Histoire
Bonnat (Bonacum en 1158 puis Bonnacum en 1287) est une commune située dans le département de la Creuse en région Nouvelle-Aquitaine.
Avant 1789, Bonnat faisait partie de la Marche, de la généralité de Moulins, de la sénéchaussée de Guéret et de l'archiprêtré d'Anzème.

L'église qui est fortifiée date du XIIIe ou du XIVe siècle. Ce sont les restes d'un ancien couvent.
Au village de Beauvais, sur le sommet d'un coteau, au pied duquel coule la petite Creuse, se trouve le vieux château de Beauvais-les-Lions. On y remarque deux morceaux de granit représentant deux lions grossièrement sculptés.
« La terre et châtellenie de Beauvais-les-Lions estoit, s'il faut en croire un mémoire présenté en 1639 au comte de Chatillon et au commandeur de Maisonnisses, arbitres, par Charlotte de Saint-Maur, veuve du seigneur d'Aigurande, le fief le plus noble, le plus ancien et le plus considérable de tous ceux qui étaient situés sur la paroisse de Bonnat ».
Le 24 décembre 1638, Louis-François de Gourdon de Genouillac vendit à Étienne Tournyol, Avocat du Roi, le château et la terre du Râteau, comprenant: métairies, bois, dîmes, moulin banal et écluse sur la petite Creuse, hommes serfs et autres sujets au dit moulin, relevant à foi et hommage-lige de la baronnie de Malval.
En 1503, le Râteau se composait d'une "maison noble, forte à deux étages et quatre tournelles, avec une autre tour devant, le tout environné de fossés".
Le château de Mornay existe encore, mais complètement restauré; il appartenait en 1770 à M. de Brade
La seigneurie de Malval était l'une des plus importantes du comté de la Marche. De sa juridiction haute, moyenne et basse, ressortissaient, en 1535, vingt-deux justices subalternes.
En 1352, Louis de Malval, qui combattait contre les Anglais sous les ordres d'Aymeric de Rochechouart, eut quatre chevaux tués sous lui. Fait prisonnier à la bataille de Poitiers en 1356, à son retour, il mit le château en état de défense, et il y commandait une garnison de vingt-cinq hommes d'armes.
Le village de Malval, abritait un prieuré fondé en 1038, par Albert de Chambon.
Au sud de la commune, le hameau du Pouyoux comporte un tumulus[réf. nécessaire].
Le château de Grandsagne est situé à 4 kilomètres de Bonnat sur la route de la Celle-Dunoise. Déjà Eudes de la Marche possédait ce fief en 1211. Son descendant, le puissant Seigneur de la Marche Vicomte de Grandsagne, était à la bataille de Bouvines. En 1476, Marie de la Marche fit don du fief à Jacqueline de Barbançois épouse de Guyot d'Ajasson, fils d'Henry d'Ajasson époux en secondes noces de Marie de la Marche. Depuis lors le château de Grandsagne (avec la Vicomté de Châteauclos) est resté dans la famille d'Ajasson jusqu'au vingtième siècle. L'écu des Ajasson est de sable à la fasce de cinq fusées d'argent.

### Cartes postales anciennes

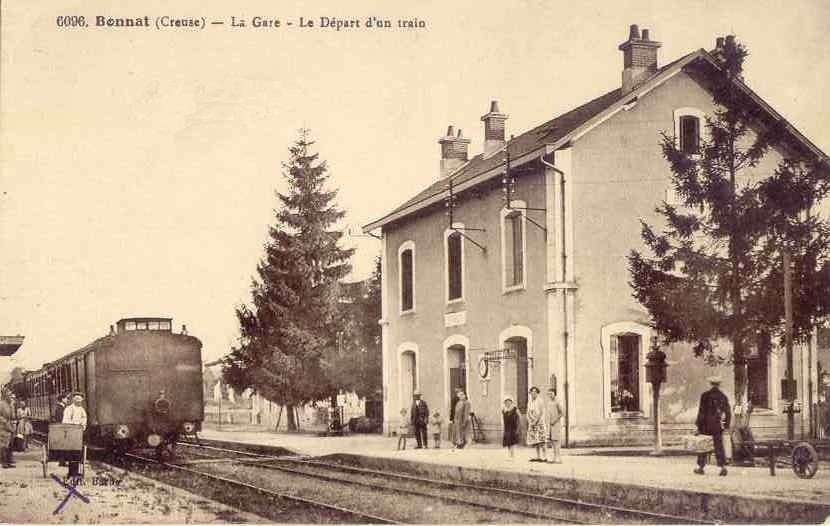
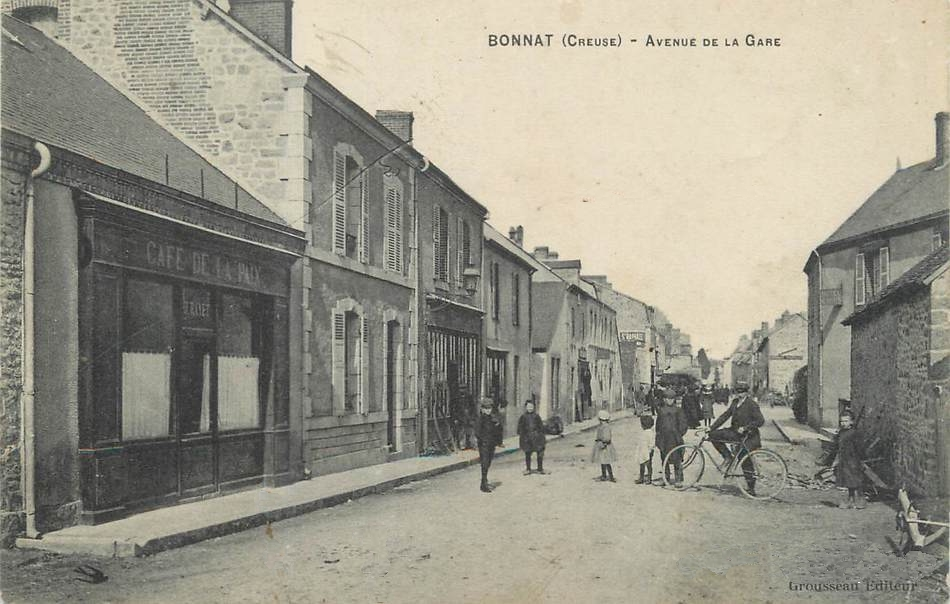
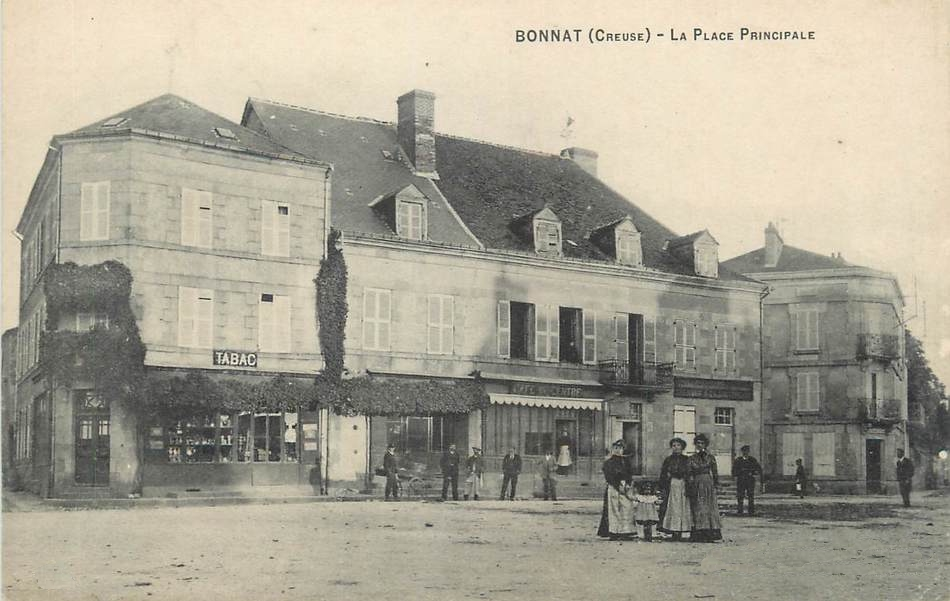
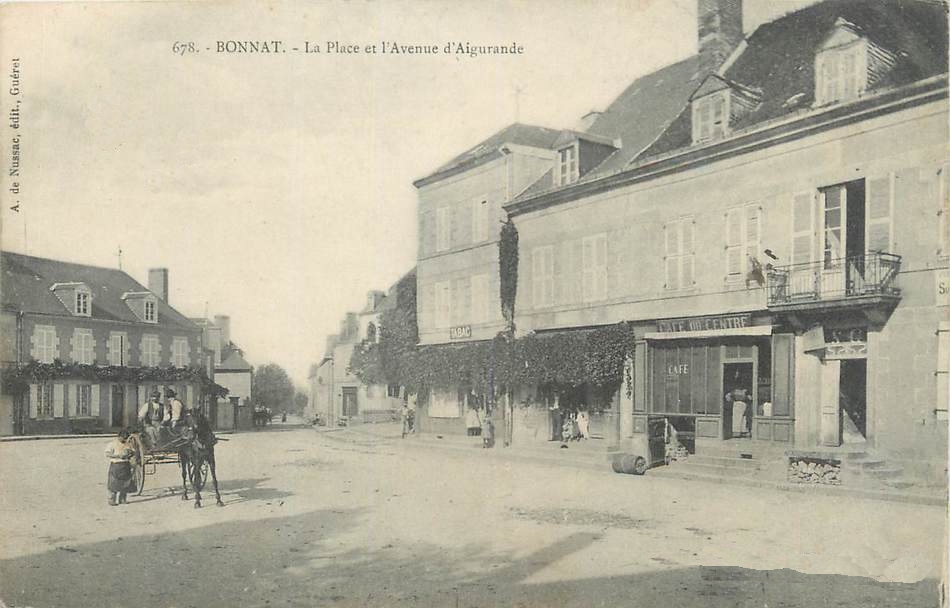
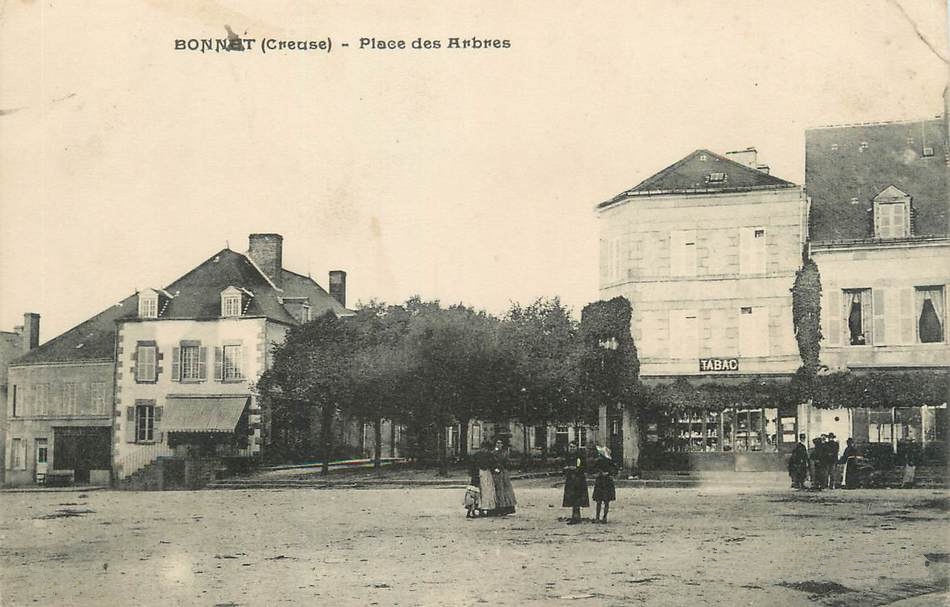
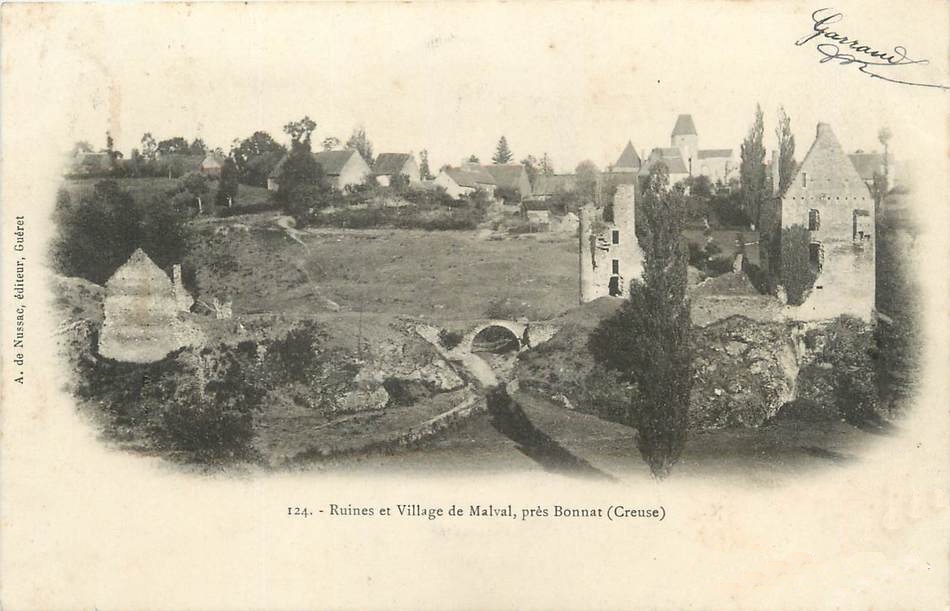

## Population et société
L'évolution du nombre d'habitants est connue à travers les recensements de la population effectués dans la commune depuis 1793. Pour les communes de moins de 10 000 habitants, une enquête de recensement portant sur toute la population est réalisée tous les cinq ans, les populations de référence des années intermédiaires étant quant à elles estimées par interpolation ou extrapolation. Pour la commune, le premier recensement exhaustif entrant dans le cadre du nouveau dispositif a été réalisé en 2004.

En 2022, la commune comptait 1 354 habitants, en évolution de +3,99 % par rapport à 2016 (Creuse : −3,32 %, France hors Mayotte : +2,11 %).
| 1793  | 1800  | 1806  | 1821  | 1831  | 1836  | 1841  | 1846  | 1851  |
| ----- | ----- | ----- | ----- | ----- | ----- | ----- | ----- | ----- |
| 2 087 | 2 033 | 1 868 | 2 483 | 2 702 | 2 738 | 2 830 | 2 956 | 2 965 |

| 1856  | 1861  | 1866  | 1872  | 1876  | 1881  | 1886  | 1891  | 1896  |
| ----- | ----- | ----- | ----- | ----- | ----- | ----- | ----- | ----- |
| 2 807 | 2 712 | 2 691 | 2 707 | 2 676 | 2 687 | 2 790 | 2 801 | 2 601 |

| 1901  | 1906  | 1911  | 1921  | 1926  | 1931  | 1936  | 1946  | 1954  |
| ----- | ----- | ----- | ----- | ----- | ----- | ----- | ----- | ----- |
| 2 790 | 2 520 | 2 618 | 2 172 | 2 189 | 2 103 | 1 979 | 1 817 | 1 598 |

| 1962  | 1968  | 1975  | 1982  | 1990  | 1999  | 2004  | 2006  | 2009  |
| ----- | ----- | ----- | ----- | ----- | ----- | ----- | ----- | ----- |
| 1 580 | 1 535 | 1 340 | 1 348 | 1 387 | 1 348 | 1 301 | 1 318 | 1 297 |

| 2014  | 2019  | 2022  | - | - | - | - | - | - |
| ----- | ----- | ----- | - | - | - | - | - | - |
| 1 310 | 1 342 | 1 354 | - | - | - | - | - | - |

## Héraldique
|  | Les armoiries de Bonnat se blasonnent ainsi : De gueules aux trois fasces d'or chargées chacune d'une étoile du champ. |

## Politique et administration

### Liste des maires
| Période                                      | Période  | Identité         | Étiquette | Qualité               |
| -------------------------------------------- | -------- | ---------------- | --------- | --------------------- |
| 1929                                         | 1930     | François Binet   | RAD       | Député                |
| 1973                                         | 1991     | Nelly Commergnat | PS        |                       |
| 1995                                         | 2003     | Roger Chatignoux | RPR/UMP   |                       |
| 2003                                         | 2008     | Philippe Jamet   | DVD       |                       |
| 2008                                         | 2013     | Georges Guêtre   | PS        |                       |
| 2013                                         | 2014     | Jean Commergnat  | PRG       | Conseiller général    |
| 2014                                         | en cours | Philippe Chavant | DVG       | Professeur des écoles |
| Les données antérieures ne sont pas connues. |          |                  |           |                       |

## Personnalités liées à la commune
- François Binet (1880-1930), homme politique, y est né
- André Suarès (1868-1948), écrivain s'y est réfugié en 1940 pour échapper à la Gestapo
- Nelly Commergnat (1943-2021), femme politique, ancienne maire de Bonnat, y est décédée

## Lieux et monuments
- L'église Saint-Sylvain a été construite au XIIIe siècle puis fortifiée au XIVe siècle. Elle est classée aux monuments historiques en 1924[27].
- Le hameau des Devants Long l'Eau à Bonnat offre une superbe vue sur la vallée de la Petite Creuse et sa chute granitique.
- Le château du Rateau.

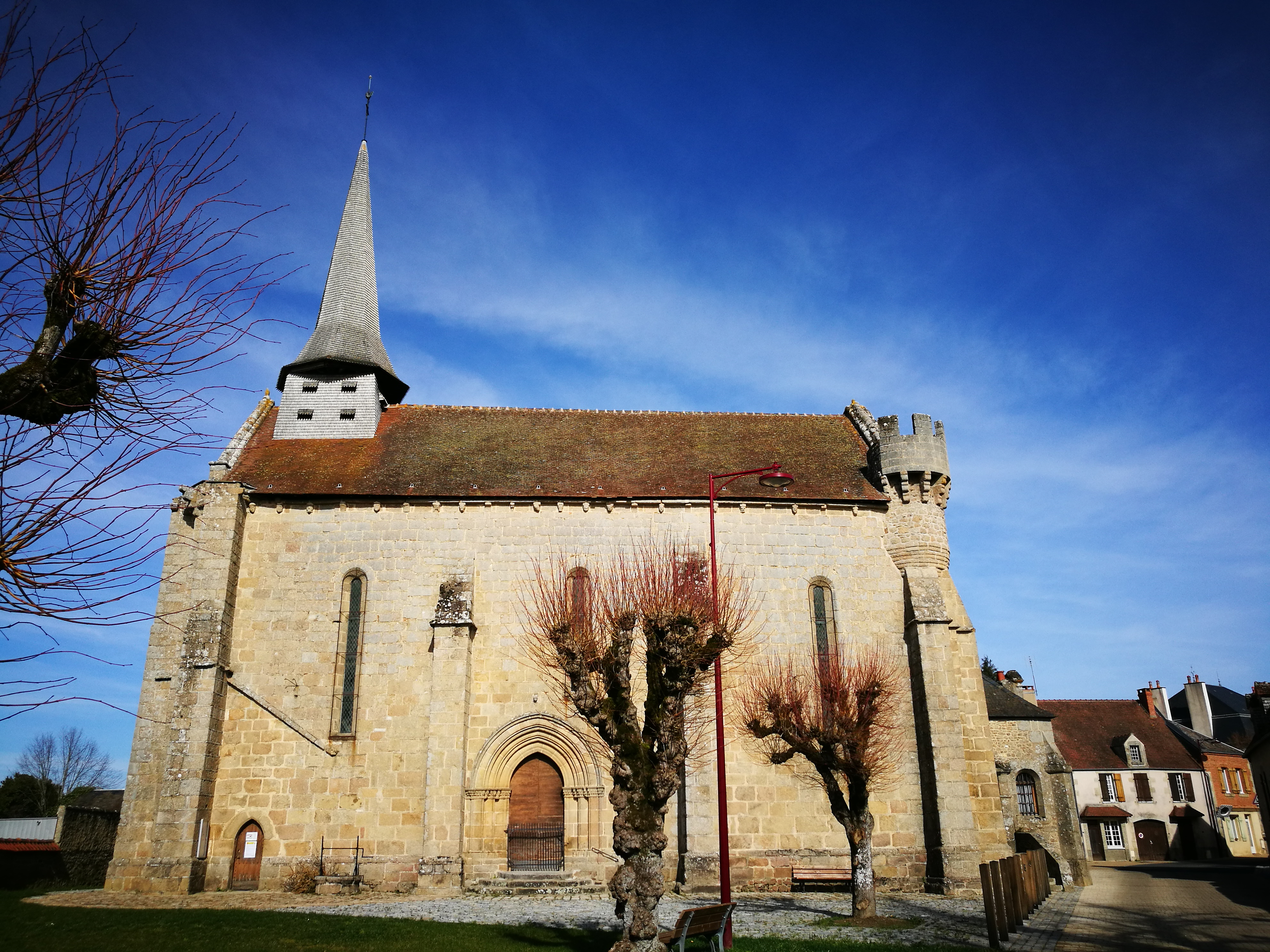
Église Saint-Sylvain avec son clocher en bardeaux de châtaignier.
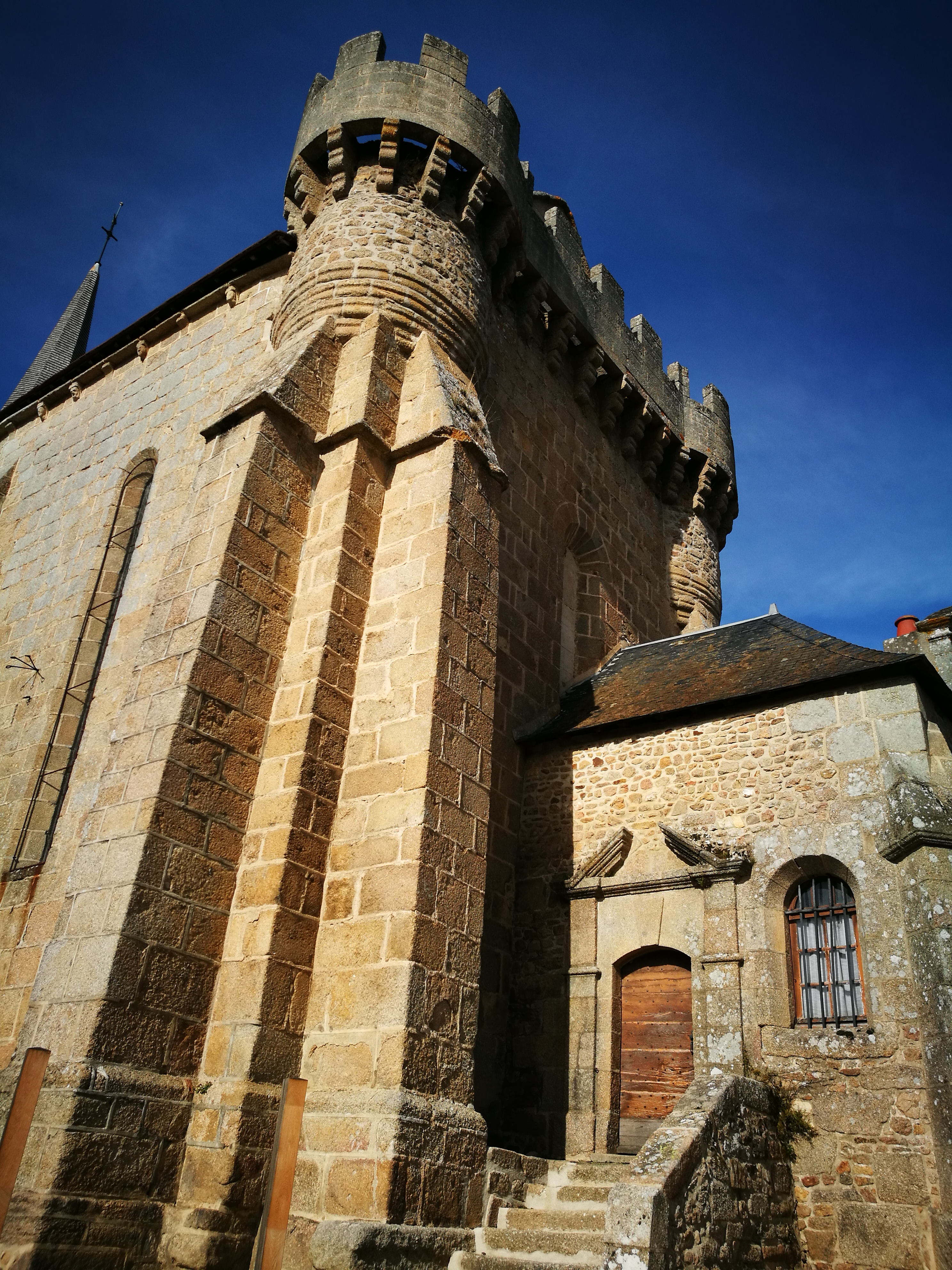
Machicoulis et créneaux de l'église Saint-Sylvain
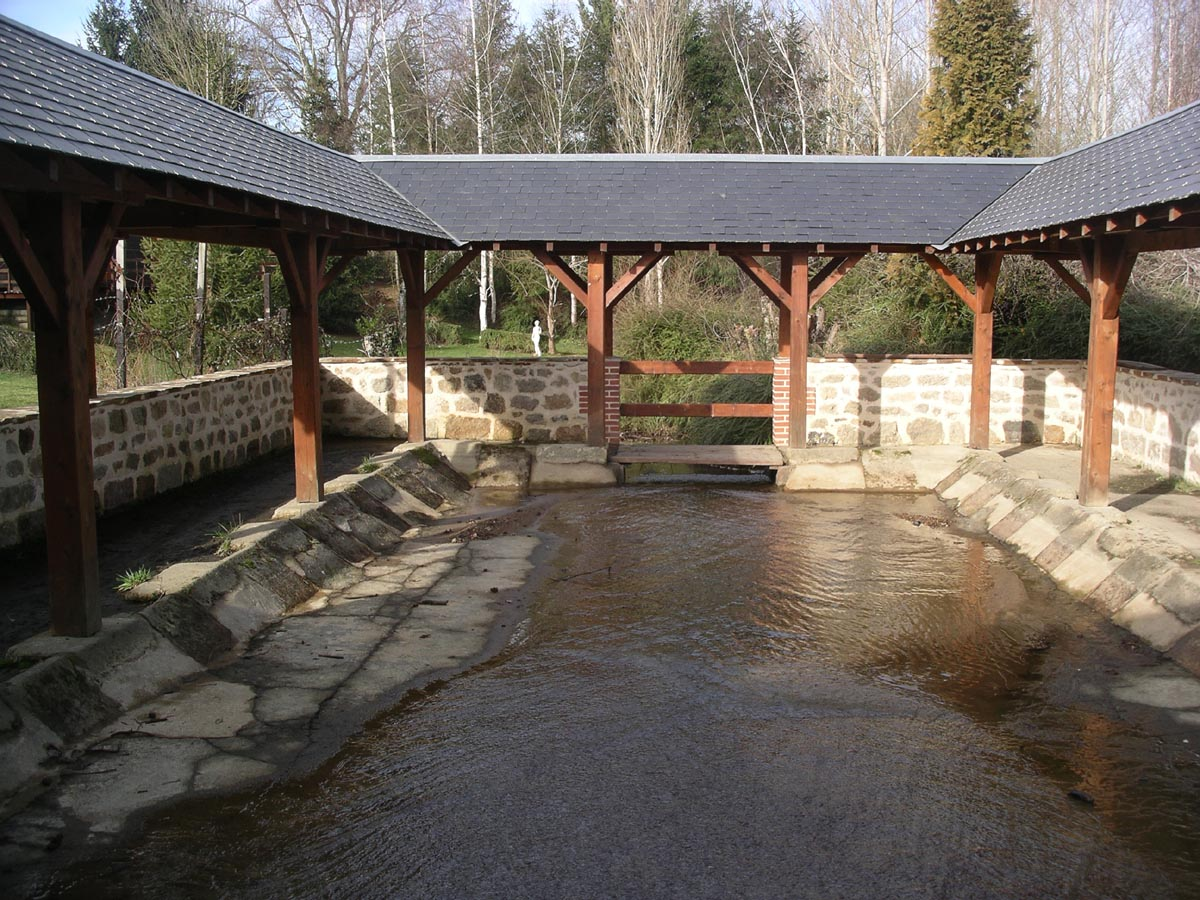
Le lavoir du village